# فرانك كوران (سياسي)
فرانك كوران هو سياسي أمريكي، ولد في 19 ديسمبر 1912 في كليفلاند في الولايات المتحدة، وتوفي في 18 أكتوبر 1992 في سان دييغو في الولايات المتحدة. نشط حزبياً في الحزب الديمقراطي. وقد انتخب عمدة سان دييغو ‏.